# 廢文

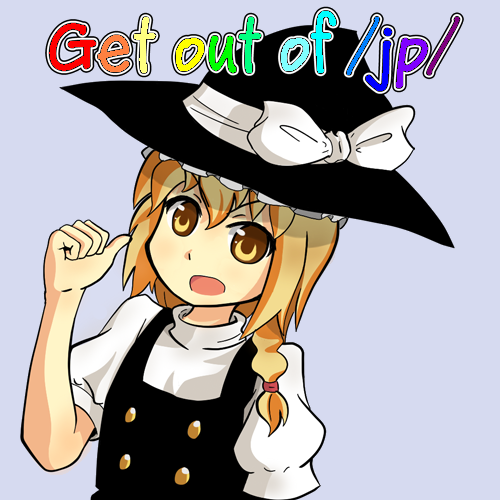
4chan的 /jp/（宅男文化）版块中出現的帶有東方Project的霧雨魔理沙的帖子為常見的廢文

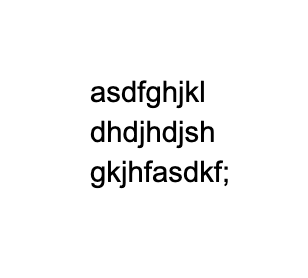
廢文的另个例子: 只包含随意乱输入文字的图像。

廢文，又稱狗屎帖（英語：shitposting），是在在线论坛或社交媒体当中具有侵略性、反讽性、恶搞性的低质帖子或内容。發廢文的用戶往往是故意破坏讨论或蓄意發起網路論戰，以使该网站无法被其他用戶正常使用。但廢文並不代表著釣魚梗，無意義、圖文不符之發帖也可以代表著廢文但不代表釣魚，更多的是擾亂討論環境或引起他人注意的需求。

## 定义和用法
廢文是一种现代形式的在线挑衅。这个术语本身出现在2000年代中期的图像板上，如4chan，但这个概念并不新鲜；20世纪初的艺术运动达达主义创造了故意低质量或冒犯性的艺术，以挑衅艺术界。 萨姆·格雷斯为多边形撰文，将廢文比作达达主义的 "混乱的、无背景的作品。特别因为它们是如此荒谬，在艺术和政治上都被视为革命性的作品"。格雷斯写道，廢文的目标是 "让观众在缺乏内容的情况下困惑，以至于他们大笑或微笑"。 
迪肯大学 的恐怖主义问题专家格雷格·巴顿教授说，种族主义 廢文在互联网上很常见，是人们联系和获得关注的一种方式。他说，“社交媒体的重点就是它是社交的。你想要一些反馈，你希望人们喜欢你的东西，无论它是 Instagram 还是 Facebook都是如此。廢文就是提升你的个人名声，让人们喜欢你的东西的方式。你越讽刺和有趣，你得到的回应就越多。” 

## 现代政治中
在2016年美国总统选举期间，廢文的政治用途开始凸显出来。同年5月，“每日热点”写道，廢文是“一种故意的挑衅，旨在以最小的努力获得最大的影响”。 
2016 年 9 月，亲特朗普团体“敏捷美国”受到媒体广泛关注。 “每日野獸”将该组织描述为“致力于‘发布廢文’并传播网络迷因来诽谤希拉里·克林顿”。 
2016 年 9 月，英國《獨立報》写道，发布廢文是一种非政治“可以发挥多种作用的工具”。  但像这样的帖子早在2016年美国总统选举之前就出现了。”工程技术”杂志写道："无论是来自左翼还是右翼的廢文，都危险地接近于提供奥威尔两分钟仇恨的在线远端转移。
2016年11月，《时尚先生》杂志写道，"网络嘲讽正在变成一种政治手段，尤其是使用廢文。也许2020年的选举将会是廢文比赛"。
2018年3月，谈及Facebook新都市主义组织废文的使用，《芝加哥》杂志将其定义为 "意在尴尬和不相关的帖子，意为分散社交媒体社区对其当前话题的讨论"。 
英国《金融时报》将廢文定义为“为了破坏讨论，向在线论坛或社交网络张贴炫耀空洞和无背景的内容”。它给出了自由民主党领导人乔·斯温森的例子，在网络巨魔编造了一个关于她这样做的廢文后，她被迫否认自己曾杀死过松鼠。 

## 流行文化
- 使用 Ace 硬件混战开始时是一个讽刺性的Facebook账户的讽刺性廢文，但由于随后的宣传，最终变成了一个促销活动。 [19][20]
- 突袭51区，他们不能阻止我们所有人引起全世界关注的事件是由一个名为“Shitposting cause im in shambles”的帐户造成的。[21]